# Пульс Земли
«Пульс Земли» (англ. Earthbeat) — студийный альбом коллектива Пола Уинтера Paul Winter Consort (США) и Ансамбля Дмитрия Покровского (СССР), который был записан в 1987 году. В 1989 году был номинирован на премию Грэмми в категории «лучший музыкальный альбом в стиле нью-эйдж».

## История создания
Коллектив американского саксофониста Пола Уинтера «Paul Winter Consort» был образован в 1967 году в Бразилии и стал на многие годы выразителем необычных идей и творческих поисков музыканта в направлении так называемого «экологического» джаза (близкого по сути с World music). Пол Уинтер и его коллектив являются многократными лауреатами престижной музыкальной премии «Grammy» в номинации «Лучший альбом в стиле New Age». Ансамбль Дмитрия Покровского был создан в 1973 году при Фольклорной комиссии Союза композиторов РСФСР как фольклорный ансамбль, который впоследствии объединил традиции народной певческой музыкальной культуры с современными выразительными средствами. В 1984 году Пол Уинтер в первый раз прибыл в СССР: он был увлечён проектом записи звуков, которые издают млекопитающие озера Байкал.

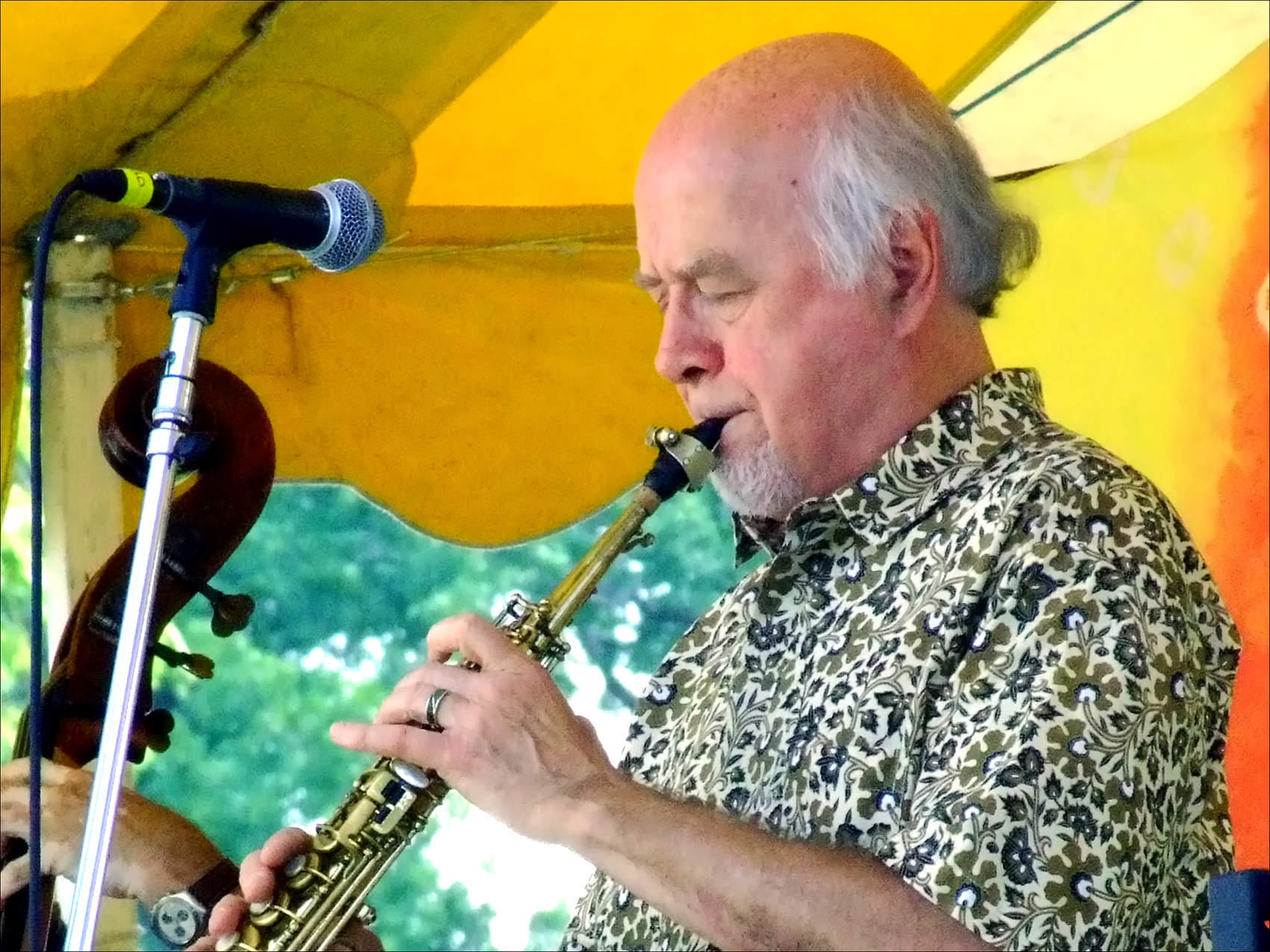
Пол Уинтер

В 1986 году московский музыковед, блестящий знаток джаза Леонид Переверзев познакомил Дмитрия Покровского и Уинтера. Вскоре в Московском Университете состоялось совместное выступление «Paul Winter Consort» и Ансамбля Дмитрия Покровского, в конце которого все музыканты в рамках своеобразной jam session исполнили свободные импровизации в стиле блюз. О некоторых обстоятельствах знакомства Дмитрия Покровского и Пола Уинтера рассказал музыкальный продюсер Александр Чепарухин, который способствовал появлению идеи соединить американский экологический джаз с аутентичным русским фольклором. Американский музыкант предложил Покровскому выпустить совместный альбом, для чего пригласил его в Соединённые Штаты.
По различным организационным причинам запись хорового пения производилась в начале весны 1987 года не в США, а на всесоюзной студии грамзаписи — фирме «Мелодия» (в малой студии, помещавшейся в храмовом здании на улице Станкевича, 8, ныне — Вознесенский переулок). Выступления российских исполнителей сопровождал прилетевший в Москву Пол Хэйлли, играющий в «Консорте» на клавишных, и Пол Уинтер на саксофоне. Он вспоминает: 

Погруженные в музыку и поглощённые ею, мы импровизировали, придумывая новые мелодии в контрапунктическом сочетании, и добавляли различные ударные инструменты в аккомпанемент. Постепенно новые музыкальные сочетания начали давать результаты, объединяя наши западные созвучия и афро-бразильские ритмы с их древними хороводными песнями и напевами.

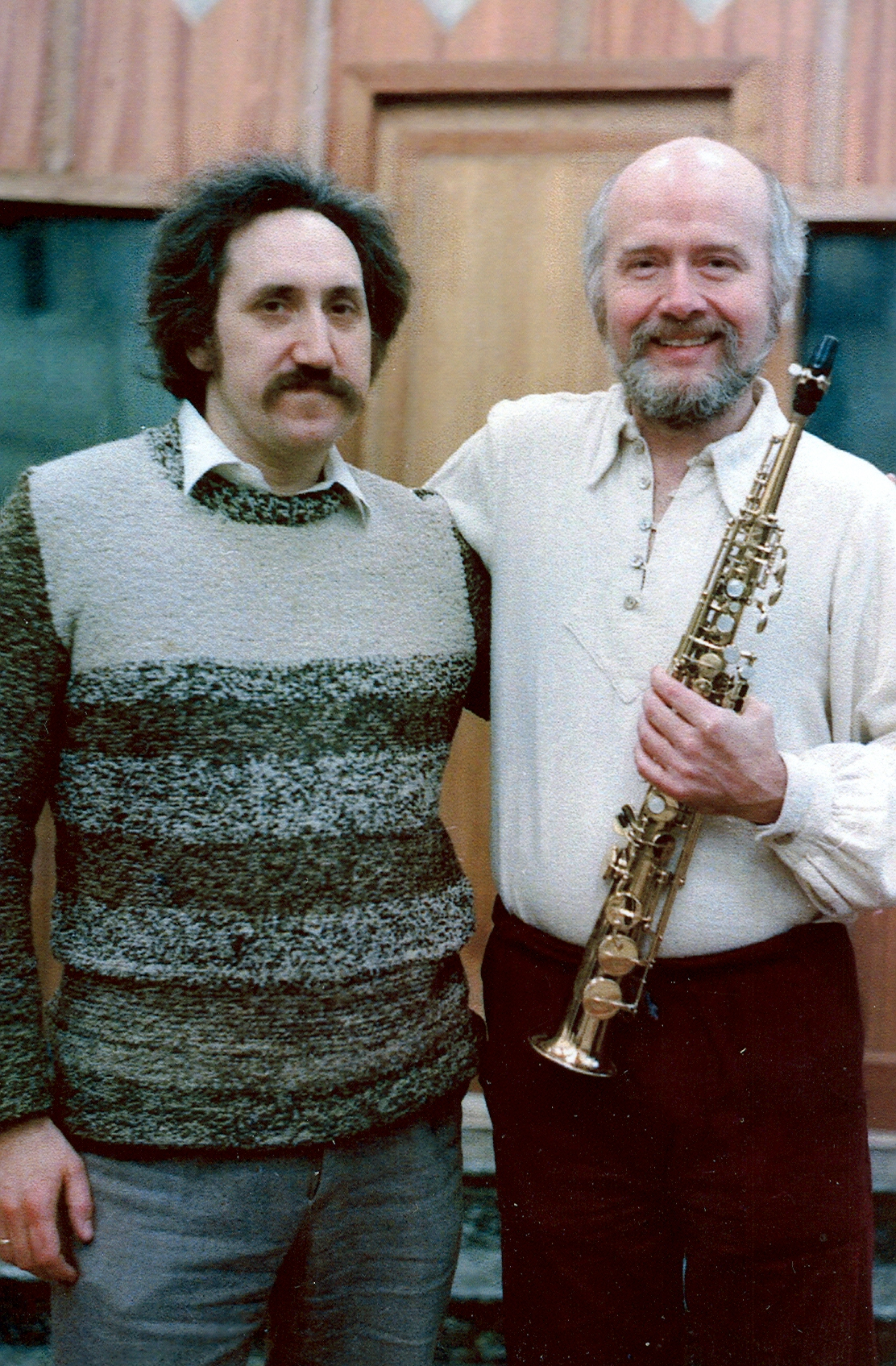
Дмитрий Покровский и Пол Уинтер

Произведённую фонограмму отправили в США, где музыканты «Paul Winter Consort» и звукорежиссёры лейбла Living Music осуществили запись инструментального сопровождения. Всего в их распоряжении было около 30 песен, но далеко не все из них органично укладывались в искомые ритмы. Традиционные песни донских казаков с их протяжностью и сложным композиционным построением сами по себе являлись завершёнными произведениями. Наоборот, курские танковые и карагодные песни органично сочетались с блюзом. В результате работы для альбома было отобрано 10 композиций.
До 2003 года ни одного концерта с программой «Пульс Земли» в России не было, в то время как только за время своего первого совместного турне по США артисты посетили 23 города. Успешный проект был продолжен после смерти Дмитрия Покровского. Номера из «Earth Beat» регулярно звучали в традиционной ежегодной программе Пола Уинтера «Solstice» (в дни зимнего солнцестояния) в соборе Cathedral of Saint John the Divine в Нью Йорке (1996, 2003, 2004, 2009). Параллельно Ансамбль Покровского записывал на студии Пола Уинтера «Living Music» свои новые номера, которые вошли в последующие диски коллектива. Совместные гастроли двух ансамблей с программой «Earth Beat» проходили в Испании (Лас-Пальмас 2002), Израиле (джазовый фестиваль в Эйлате 2003), США (Нью-Йорк, Пенсильвания, Вермонт 2003—2005), Японии (Токио, Хиросима, Мисоно, о. Сендай 2001, 2005) и других странах. Только на концертах, посвящённых 30-летию Ансамбля Покровского в Москве (центр «Дом» и театр на Таганке) и Петербурге (театр им. Ленсовета), зрители в России наконец увидели Ансамбль вместе с Полом Уинтером (который приезжал без музыкантов «Paul Winter Consort» и работал с российскими джазменами). В 2008 году Пол Уинтер был гостем на праздновании 35-летнего юбилея Ансамбля Покровского. Обновленная и дополненная программа «Earth Beat» с большим успехом прозвучала в Московском международном Доме музыки. В составе «Paul Winter Consort» и Ансамбля Покровского к тому времени оставалось только по одному участнику, которые записывались на легендарном диске (не считая самих Пола Уинтера и Дмитрия Покровского). Затем состоялся совместный тур двух коллективов по городам России, где вновь звучали песни «Пульса Земли».

## Композиции
1. Курский фанк (Традиционная песня курской области) / Kurski Funk (Trad. Kursk, Halley, Castro-Neves, Winter)
2. Трава моя травушка (Традиционная казачья песня) / The Horse Walked In The Grass (Trad. Don, Halley, Freisen, Winter)
3. Kyrie (Пол Хелли) / Kyrie (Halley)
4. Растопилася парна баенка (Традиционная свадебная песня Пскова) / Steambath (Trad. Pskov, Halley, Freisen, Winter)
5. Песня для Мира (Традиционная песня для свирели Курской области) / Song For The World (Trad. Kursk, Halley)
6. Под Белгородом (Традиционная песня Белгородской области) / Down In Belgorod (Trad. Belgorod, Castro-Neves, Freisen, Winter)
7. Озеро (Пол Хелли) / The Lake (Halley)
8. Эпическая песня (Традиционная казачья песня) / Epic Song (Trad. Caucasus, Castro-Neves, Winter)
9. Зеленые сны (Традиционная свадебная песня Белгородской области) / Green Dreams (Trad. Belgorod, Halley, Freisen, Winter)
10. Уж ты, сад, ты мой сад (Традиционная русская песня) / Garden Of The Earth (Trad. Russia, Halley, Winter)

## Участники коллективов, которые записаны на диске 1987 года

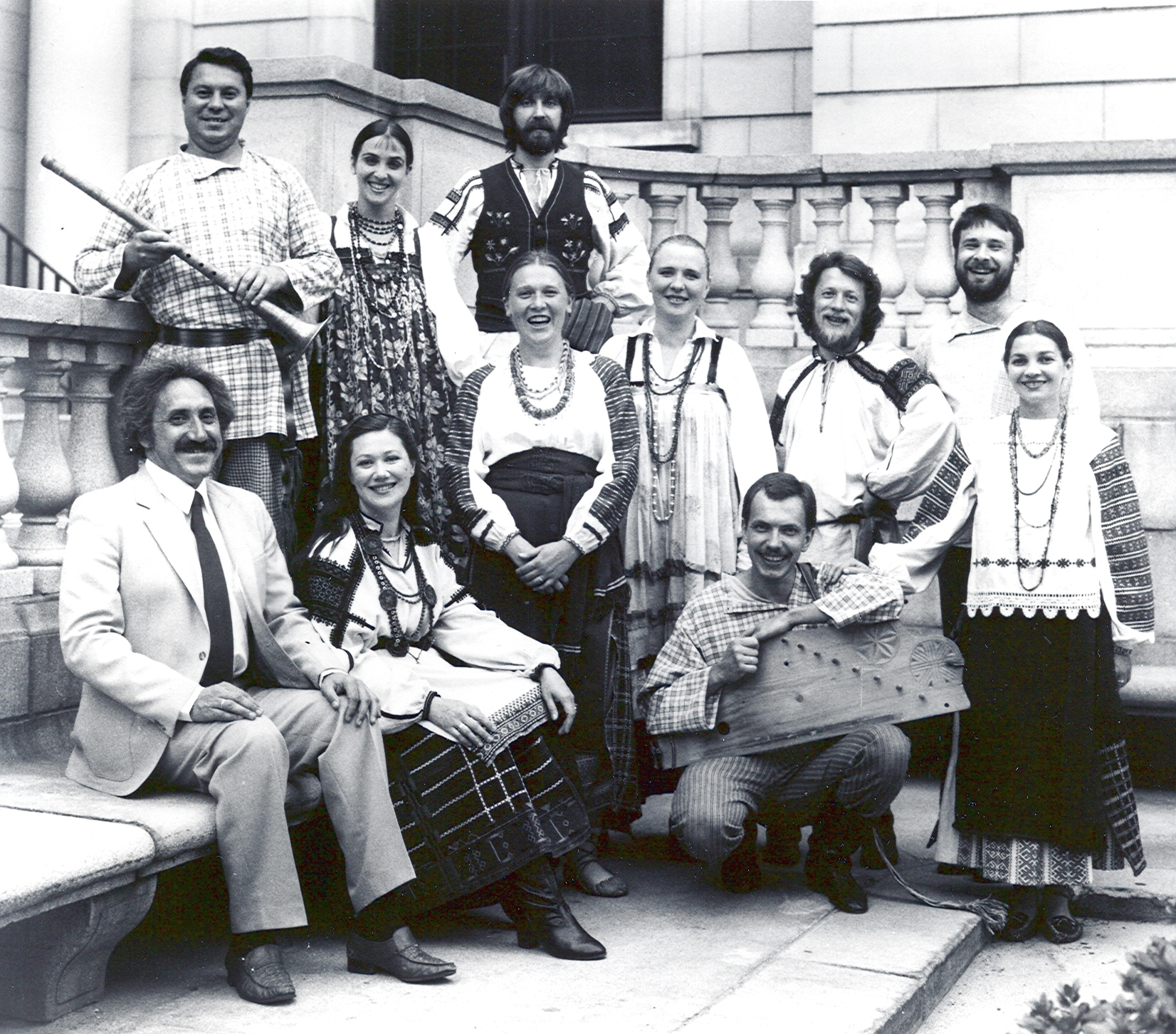
Дмитрий Покровский и его Ансамбль (80е годы)

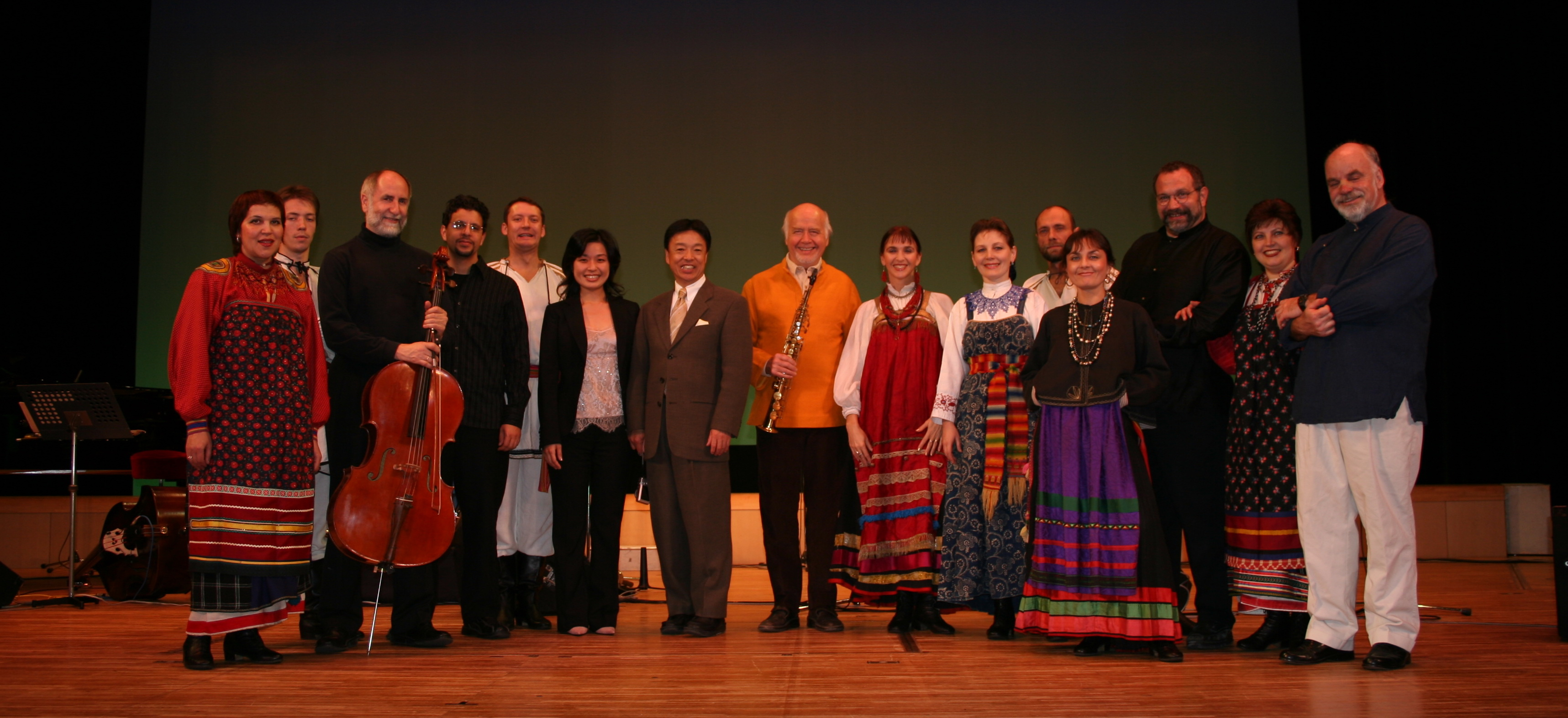
«Earthbeat» с Полом Уинтером в Японии, 2005 год

| Ансамбль Пола Уинтера: - Paul Winter (сопрано-саксофон) - Eugene Friesen (виолончель) - Paul Halley (клавишные) - Oscar Castro-Neves (гитара) - Russ Landau (бас-гитара) - Ted Moore (перкуссия) - Glen Velez (перкуссия) - Neil Clark (перкуссия 3 и 6) | Ансамбль Дмитрия Покровского: - Дмитрий Покровский - Мария Нефедова - Александр Данилов - Елена Сидоренко - Сергей Жирков - Тамара Смыслова - Артур Партош - Анна Конюхова - Андрей Котов - Нина Савицкая - Дмитрий Фокин - Владимир Теплов - Ирина Пономарёва - Сергей Григорьев |

## Видео
- Earthbeat видеофрагмент